# Geosmina
Geosmina ("perfume da terra" em grego), é uma substância química, um composto orgânico produzido pela bactéria Streptomyces coelicolor, espécie de actinobactéria presente no solo e que é normalmente detectável quando o chão fica molhado, por exemplo, quando chove (fenômeno conhecido como petricor). Alguns fungos filamentosos, tais como Penicillium expansum, também produzem geosmina. Em termos químicos, é um álcool bicíclico com fórmula C12H22O, um derivado da decalina. Seu nome é derivado do grego γεω- "terra" e ὀσμή "cheiro".